# Albrecht Behmel
Albrecht Behmel (1971. március 24. –) német történész, író és esszéista, festő.

## Családi háttér
Behmel értelmiségi családból származik. Felmenői között ügyvédek, földbirtokosok is voltak. Anyai ágon rokonságban áll Christoph Martin Wielanddal, a felvilágosodás idején alkotó sváb költővel és íróval. Albrecht Behmel nős.

## Tanulmányok
Tanulmányait a Heidelbergi Egyetemen történelem és a filozófia szakon végezte. Professzorai közé tartozott Hans-Georg Gadamer, Klaus von Beyme és Volker Sellin, valamint a berlini Humboldt Egyetem professzora, Herbert Schnädelbach. Első színjátékát húszéves korában jelentette meg. Dolgozott és élt Stuttgartban, Heidelbergben, Párizsban és Casablancában. 1994-ben költözött Berlinbe.

## Fontosabb művei
Regénye a Homo Sapiens berlini módra, ezen kívül több díjnyertes hangjátékot, film- és színpadi forgatókönyvet írt, valamint szakkönyveket. Több neves német és nemzetközi tévétársaság – mint például az ARTE, Pro7, és az ARD – számára is dolgozott.

## Politikai nézetei
Néhány esszéjében kritikát fogalmazott meg a konzervatív-liberális kormányzattal szemben. Szkeptikusan szemléli a modern társadalomról hirdetett konvenciókat. Tagja volt a német liberális pártnak, az FDP-nek 2001 és 2010 között.

## Irodalmi kifejezésmódja
Regényei és színdarabjainak nyelvi stílusát a sokféle német dialektus és a nagyvárosi szleng felhasználása jellemzi. A Homo Sapiens berlini módra című regényét Efrájim Kishon műveihez hasonlítják. A legtöbb könyve Berlinben játszódik, megjelenítve a nagyváros borzalmait – kábítószerfüggés, bűnözés –, de bemutatja a városi élet szépségeit, a vidámságot, a társasági élet pezsgését, vagy éppen az online kommunikáció visszásságait.

## Irodalmi díjai
A Német Akadémia díja előadóművészeti kategóriában, az Ist das Ihr Fahrrad, Mr. O'Brien? (Ez az ön biciklije, Mr. O'Brian?) című, a Welt der Wissenschaft und des Suffsból hangjátékkollázsáért, Nikolai von Koslowski rendezésében (2003).

## Bibliográfia
- Die Mitteleuropadebatte in der Bundesrepublik Deutschland. Zwischen Friedensbewegung, kultureller Identität und deutscher Frage. Ibidem-Verlag, Hannover, 2011, ISBN 978-3-8382-0201-3
- 1968 – Die Kinder der Revolution. Der Mythos der Studentenbewegung im ideengeschichtlichen Kontext des „hysterischen Jahrhunderts“ 1870 bis 1968. Hannover, 2011, ISBN 978-3-8382-0203-7
- Homo Sapiens Berliner Art. Schenk, Passau, 2010, ISBN 978-3-939337-78-2
- Die Berliner Express-Historie. 80000 Jahre in 42 Schlückchen. Verlag an der Spree, Berlin, 2007, ISBN 978-3-9809951-5-3
- Von der Kunst, zwischen sich und dem Boden ein Pferd zu behalten. Berlin, 2005, ISBN 3-89769-910-9
- Ist das Ihr Fahrrad, Mr. O'Brien? Eine Hörspielcollage aus der Welt der Wissenschaft und des Suffs. SR 2003
- Was sind Gedankenexperimente? Kontrafaktische Annahmen in der Philosophie des Geistes – der Turingtest und das Chinesische Zimmer. Stuttgart, 2001, ISBN 3-89821-109-6
- Das Nibelungenlied. Ein Heldenepos in 39 Abenteuern. Nacherzählung. Ibidem-Verlag, Stuttgart, 2001, ISBN 3-89821-145-2
- Themistokles, Sieger von Salamis und Herr von Magnesia. Die Anfänge der athenischen Klassik zwischen Marathon und Salamis. Stuttgart, 2000, ISBN 3-932602-72-2